# Élections municipales nigériennes de 2020
Les élections municipales nigériennes de 2020 ont lieu le 13 décembre 2020 dans les 266 municipalités du Niger,.
Initialement prévues le 9 mai 2016, les élections ont été régulièrement reportées par période de six mois pour des raisons telles que la saison des pluies ou la mise en place d'un fichier électoral biométrique,,. Elles sont finalement organisées deux semaines avant l'élection présidentielle et les élections législatives de 2020, selon une exigence de l'opposition.
Les élections sont remportées par le Parti nigérien pour la démocratie et le socialisme (PNDS), au pouvoir au niveau national, qui remporte 1 799 sièges de conseillers municipaux sur les 4 246 à pourvoir. L'un de ses alliés, le Mouvement patriotique pour la République (MPR), dirigé par le ministre de l'Agriculture Albadé Abouba en remporte 356. Le Mouvement national pour la société de développement (MNSD) et le parti Paix Justice Progrès (PJP), neutre sur la scène politique, en remporte respectivement 358 et 146. Parmi les partis d'opposition, le Mouvement démocratique nigérien (Moden) de l'ex-premier ministre Hama Amadou, obtient 268 conseillers, le Mouvement patriotique nigérien (MPN) 151, et le Rassemblement démocratique et républicain (RDRn) de l'ancien président Mahamane Ousmane 139 sièges.